# Искусный (эсминец)
«Искусный» — эскадренный миноносец (контрминоносец) типа «Лейтенант Бураков».

## История строительства
Корабль заложен в начале 1905 года на стапеле судоверфи «Форже э Шантье Медитеране» в Ла-Сене по заказу Морского ведомства России. 2 (15) апреля 1905 года зачислен в списки судов Балтийского флота, спущен на воду 11 (24) июля 1905 года, вступил в строй в январе 1906 года. 27 сентября (10 октября) 1907 года официально причислен к подклассу эскадренных миноносцев.

## История службы
В 1913 году «Искусный» прошёл капитальный ремонт. Принимал участие в Первой мировой войне, нёс дозорную и конвойную службу. 10 (23) сентября 1914 года эсминец был передан в распоряжение южного района Службы связи Балтийского флота и переклассифицирован в посыльное судно. 12 (25) января 1915 года возвращён в класс эсминцев. Участвовал в Февральской революции.
25 октября (7 ноября) 1917 года вошёл в состав Красного Балтийского флота, с 21 апреля 1921 года в составе Морских сил Балтийского моря. С 9 по 15 апреля 1918 года перешёл из Гельсингфорса в Кронштадт в ходе так называемого Ледового похода, после которого был выведен из боевого состава и сдан на хранение Кронштадтскому военному порту. 9 января 1924 года передан Комгосфондов для разоружения, демонтажа и разделки на металл. 21 ноября 1925 года исключён из списков кораблей РККФ.